# 内郷市
内郷市（うちごうし）は、福島県浜通り南部に存在していた市。現在のいわき市内郷駅付近に当たる。

## 地理
福島県浜通り南部に存在した市である。常磐炭田により発展し、後年には炭鉱の衰退と共に住宅化が進行、隣接する平市のベッドタウンとして機能するようになった。
現在の地名では、いわき市内郷内町・内郷小島町・内郷白水町・内郷高坂町・内郷綴町・内郷御台境町・内郷御厩町・内郷宮町・内郷高野町の全域、小島町・明治団地・平成の各一部に相当する。

### 地域
内郷村発足時に旧8村の名称と区域を継承した8大字が設置され、市制後に8大字は町となった。その後、1955年（昭和30年）に箕輪村大字高野を編入し、高野町としたことにより9町を数えた。
- 内町（大字内町）
- 小島町（大字小島）
- 白水町（大字白水）
- 高坂町（大字高坂）
- 綴町（大字綴）
- 御台境町（大字御台境）
- 御厩町（大字御厩）
- 宮町（大字宮）
- 高野町

## 歴史
内郷市は、1889年に磐前郡内町村、小島村、白水村、高坂村、綴村、御台境（みだいさかい）村、御厩（みまや）村、宮村の合併により、磐前郡内郷村として発足した。同時に旧村名はそれぞれ大字名として継承され、大字御厩に村役場を設置した。発足当時の人口は2,364人で、戸数は321戸。1896年には石城郡となり、1894年には磐城炭礦株式会社による内郷炭礦の買収により、同社が当村に進出。以降、内郷は磐城炭礦株式会社を中心とした常磐炭鉱の中心地となる。1913年には豪雨によって120名の死者を出したほか、1927年には町田坑で火災があり、134名の死者を出した。
第二次大戦中の1942年に、町制を布いて内郷町となった。町制施行時の人口は28,593人、世帯数は5,788。1944年には、それまで村の主要炭鉱会社であった磐城炭礦と入山採炭が合併し、常磐炭礦株式会社が設立される。1950年には再度豪雨によって被害があり、10坑が浸水したほか、3坑が水没した。また、同年に磐城共立病院が創設された。
1954年には市制を布き、内郷市となった。同時に内郷村発足時から続く大字は、元より｢町｣で終わる名称の大字内町を除き、新名称に｢町｣を付記する形で町となる。市制年の人口は39,751人、世帯数は8,232。また、市制に当たって市役所は綴町に設置し、1895年の入山採炭の創業などによって炭鉱関連の職業に従事者が増加していた箕輪村大字高野を1955年に編入、同地域は高野町となる。市制1年後の1956年には、常磐炭鉱関連の労働災害への対処のために福島労災病院を誘致することに成功したほか、市立の牛乳処理場の建設を行う。翌1957年には松茸、紅鱒の栽培や養殖、輸出向け和紙製造の育成の補助などが開始され、釣堀や市営ヘルスセンターを開業する。また、市営ヘルスセンター設置にあたっては炭鉱で発生する廃棄温水を利用することによって実現された。1962年になると、前年に発布された新産業都市建設促進法により「郡山・常磐新産業都市」の指定を受け、商工業者のベッドタウン的存在としての役割を担うようになり、公営住宅、住宅団地、工業団地などの計画が立てられた。1964年にはそれらの計画が実施されるが、一方で、かつて市の主要産業であった炭鉱は内郷炭鉱のみとなっていた。1966年10月1日には本市を含む14市町村が合併しいわき市が発足、本市はいわき市の一部となった。

### 沿革
- 1889年（明治22年） 町村制施行。磐前郡内町村、小島村、白水村、高坂村、綴村、御台境村、御厩村、宮村が合併し、磐前郡内郷村が発足。
- 1894年（明治27年） 磐城炭礦株式会社が内郷炭礦の買収を行い、同社が当村に進出する。
- 1896年（明治29年） 磐前郡が磐城郡、菊多郡と合併、石城郡内郷村となる。
- 1913年（大正2年） 豪雨が発生。村内で120名の死者を出す。
- 1927年（昭和2年） 村内の町田坑で火災が発生。134名の死者を出す。
- 1942年（昭和17年） 内郷村が町制施行。石城郡内郷町となる。
- 1950年（昭和25年） 豪雨が発生。町内の炭鉱のうち10坑が浸水、3坑が水没。また、磐城共立病院が創設される。
- 1954年（昭和29年）
  - 3月5日 内郷町立内町小学校白水分教場が内郷町立白水小学校として独立[3]。
  - 7月10日 内郷町が市制施行。内郷市となる。また、大字が町となり、内町を除く全ての大字に新たに｢町｣が付記される。
- 1955年（昭和30年） 石城郡箕輪村大字高野を編入、同地域が内郷市高野町となる。
- 1956年（昭和31年） 福島労災病院、市立牛乳処理場完成。
- 1957年（昭和32年） 市営ヘルスセンター完成。
- 1962年（昭和37年） 新産業都市建設促進法により｢郡山・常磐新産業都市｣に内郷市が指定される。
- 1965年（昭和40年） 内郷市役所新庁舎完成[4]。
- 1966年（昭和41年） 磐城市・常磐市・平市・勿来市・小川町・遠野町・久之浜町・四倉町・大久村・川前村・田人村・三和村・好間村と合併、いわき市の一部となる。また、同時に旧内郷市の町名には「内郷」の冠称が付記される。

## 行政

### 歴代市長
| 代 | 氏名     | 就任                      | 退任                       | 備考                     |
| -- | -------- | ------------------------- | -------------------------- | ------------------------ |
| 1  | 沼田一夫 | 1954年（昭和29年）7月10日 | 1965年（昭和40年）11月22日 | 旧内郷町長、在任中に死去 |
| 2  | 鈴木喜政 | 1966年（昭和41年）1月14日 | 1966年（昭和41年）9月30日  | 廃止                     |

## 交通
鉄道
- JR常磐線：内郷駅（＊当初の駅名は綴駅(つづらえき)であった。）

道路
- 国道6号 - 尼子橋が架かる。
  - 陸前浜街道
- 国道49号

## 施設
- 内郷市立高坂小学校
- 内郷市立御厩小学校
- 内郷市立内町小学校
- 内郷市立宮小学校
- 内郷市立白水小学校
- 内郷市立綴小学校
- 内郷市立高野小学校
- 福島県立内郷高等学校
- 磐城共立病院
- 福島労災病院
- 白水阿弥陀堂（国宝指定）